# 이노우에 고키
이노우에 고키(일본어: 井上 航希, 2001년 6월 20일~)는 일본의 축구 선수이다.

## 구단 경력
그는 2020년 J3리그의 아술 클라로 누마즈에 입단했다. 2022년과 2023년까지 일본 풋볼 리그의 스즈카 포인트 게터스와 레일락 시가 FC에서 뛰었다.